# Platyphylla nipholeuca
Platyphylla nipholeuca är en fjärilsart som beskrevs av Turner 1946. Platyphylla nipholeuca ingår i släktet Platyphylla och familjen praktmalar, Oecophoridae. Inga underarter finns listade i Catalogue of Life.